# Peristéri (kommunhuvudort)
Peristéri (engelska: Peristeri) är en kommunhuvudort i Grekland. Den är belägen i prefekturen Nomarchía Athínas och regionen Attika, i den sydöstra delen av landet, i huvudstaden Aten. Peristéri ligger 49 meter över havet och antalet invånare är 139 981.
Terrängen runt Peristéri är kuperad västerut, men österut är den platt. Runt Peristéri är det mycket tätbefolkat, med 6 472 invånare per kvadratkilometer. Närmaste större samhälle är Aten, 4,5 km sydost om Peristéri. Runt Peristéri är det i huvudsak tätbebyggt.
Ett kallt stäppklimat råder i trakten. Årsmedeltemperaturen i trakten är 19 °C. Den varmaste månaden är juli, då medeltemperaturen är 31 °C, och den kallaste är januari, med 8 °C. Genomsnittlig årsnederbörd är 601 millimeter. Den regnigaste månaden är december, med i genomsnitt 145 mm nederbörd, och den torraste är juli, med 4 mm nederbörd.